# Cabina de pilotatge

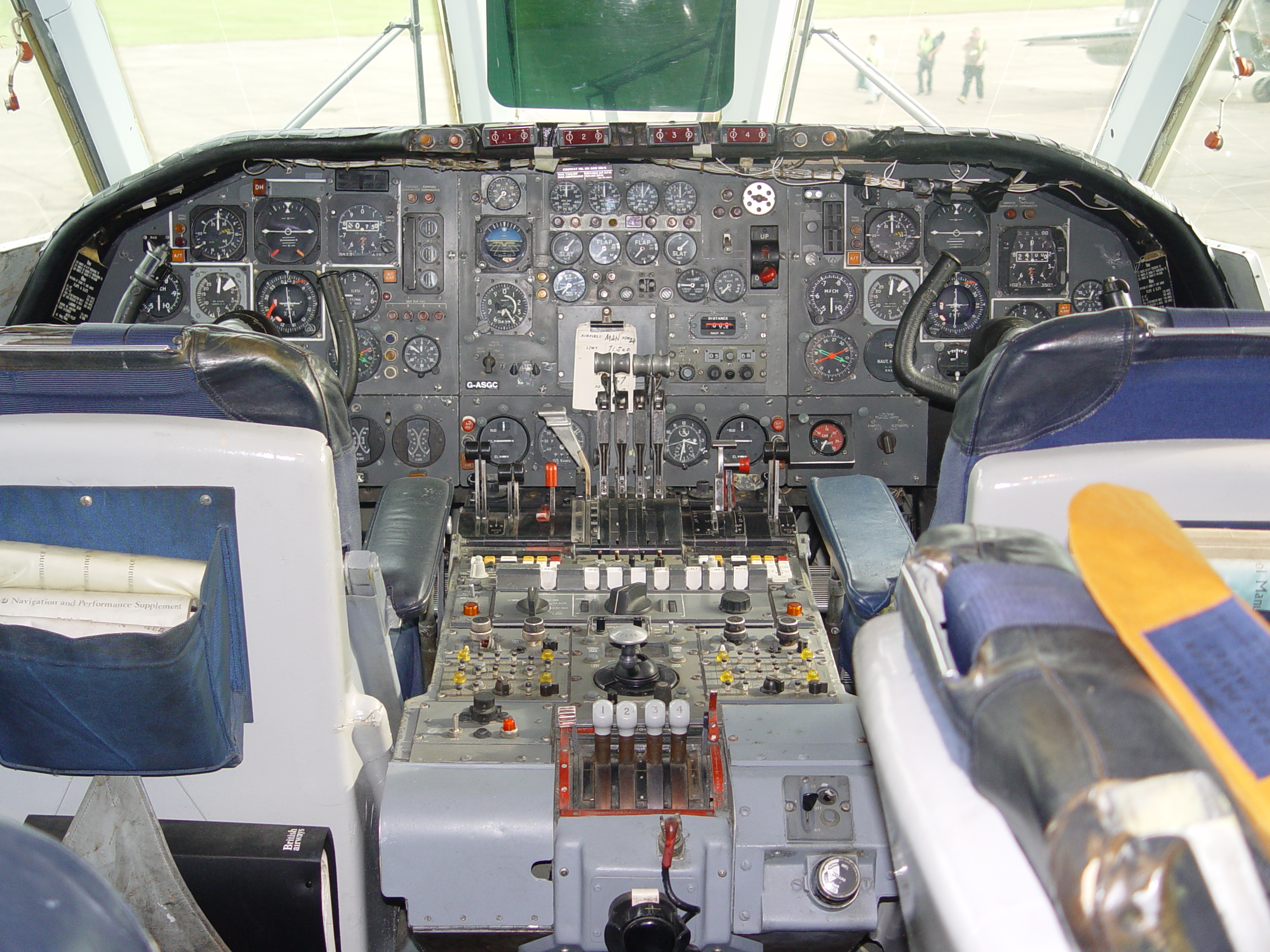
ViC-10 (1960s). Cabina d'un avió comercial. Els avions moderns tenen més instruments digitals que analògics.

La cabina, la carlinga, el post o l'habitacle d'una aeronau, també anomenada coberta de vol, és l'espai on es concentren els controls de vol de l'avió i els pilots que els controlen, se sol situar a la part frontal de l'aeronau.
La cabina d'una aeronau conté la instrumentació i els controls que permeten al pilot de fer volar l'aparell. En la major part dels aparells comercials, una porta separa la cabina del compartiment de passatgers. A les aeronaus antigues i la més part d'avionetes la cabina concentra un gran nombre d'indicadors i commutadors analògics, mentre que els més moderns ja integren el que s'anomena cabina de cristall (glass cockpit) centrada en pantalles multifunció que funcionen conjuntament amb ordinadors. Aquestes permeten d'alternar entre mostrar la informació dels instruments tradicionals, cartografia i informació del radar o GPS entre d'altres.
La major part de les cabines tenen vidres protectors dels rajos de sol i una o més finestretes que poden ser obertes mentre l'avió és a terra. Després dels Atacs terroristes de l'11 de setembre de 2001, les principals aerolínies han pres mesures per fortificar la cabina per tal d'evitar qualsevol possible segrest.

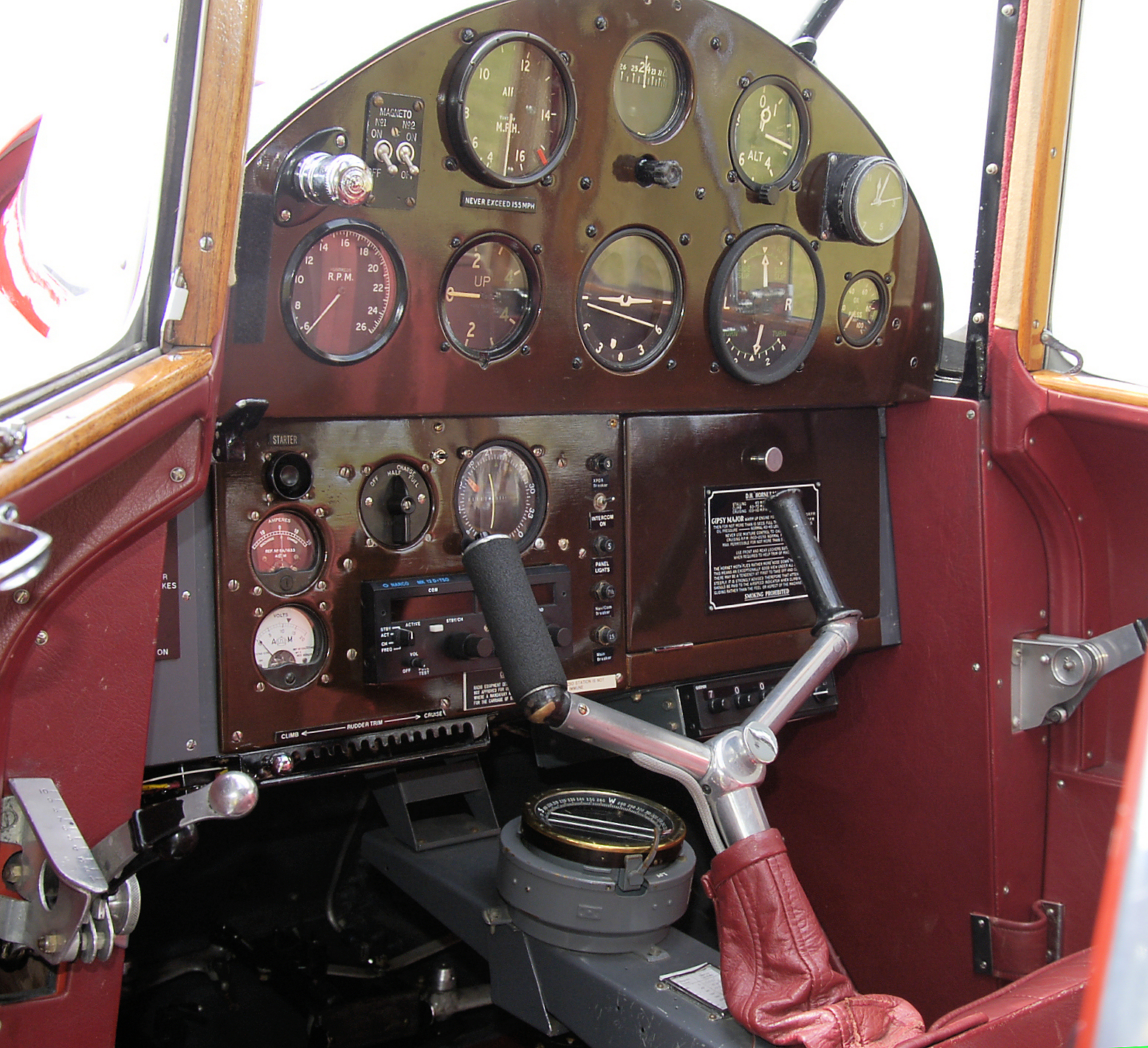
La cabina d'un avió 'de Havilland Hornet Moth' de l'any 1936.

## Orígens
La primera cabina coberta va aparèixer per primera vegada l'any 1913 en l'avió d'Igor Sikorsky Le Grand. De tota manera, durant els anys 1920, hi va haver moltes aeronaus en les quals la tripulació es trobava a l'exterior i el passatge, dins d'una cabina. Els biplans militars, el primer caça monomotor i altres avions d'atac també van tenir cobertes obertes durant la Segona Guerra Mundial. Els primers avions amb cabina tancada van ser el Fokker trimotor (1924), el Ford Trimotor (1926), el Lockheed Vega (1927), el Spirit of Saint Louis, el Taylor Cub (1931), els Junkers Alemanys utilitzats com a transport i els avions de passatgers fabricats per Douglas Aircraft Company i Boeing a mitjan anys 1930. A mitjans dels anys 1950, els avions amb cabines obertes ja s'havien gairebé extingit del tot; tan sols roñmanien els avions d'entrenament i de fumigació de camps de conreu.